# Themes
Themes – składanka Vangelisa zawierająca utwory z lat 1973-1984. Na płycie znalazło się kilka wcześniej niepublikowanych utworów ze ścieżek filmowych do Blade Runner, Missing i Mutiny On The Bounty.

## Spis utworów
1. End titles from Blade Runner (5:01) - niepublikowany
2. Main theme from Missing (4:01) - niepublikowany
3. L'Enfant (5:02)
4. Hymn (2:47)
5. Chung Kuo (5:32)
6. The tao of love (2:46)
7. Theme from Antarctica (3:54)
8. Love theme from Blade Runner (5:00) - niepublikowany
9. Opening titles from The Bounty (4:18) - niepublikowany
10. Closing titles from The Bounty (5:00) - niepublikowany
11. Memories of green (5:44)
12. La petite fille de la mer (5:54)
13. Five circles (5:20)
14. Chariots of fire (3:33)

utwory pochodzą z płyt:
- Opera Sauvage - 3, 4
- China - 5, 6
- Antarctica - 7
- See You Later - 11
- L'Apocalypse Des Animaux - 12
- Chariots of Fire - 13, 14